# Impatiens serratifolia
Impatiens serratifolia är en balsaminväxtart som beskrevs av Joseph Dalton Hooker. Impatiens serratifolia ingår i släktet balsaminer, och familjen balsaminväxter. Inga underarter finns listade i Catalogue of Life.